# Wapen van Schellingwoude

Wapen van Schellingwoude

Het wapen van Schellingwoude werd op 22 oktober 1817 door de Hoge Raad van Adel bevestigd in gebruik bij de toenmalige Noord-Hollandse gemeente Schellingwoude. Het wapen bleef 40 jaar in gebruik tot de gemeente op 8 september 1857 opging in de gemeente Ransdorp. De gemeente Ransdorp had reeds een wapen in gebruik en bleef na de fusie dit wapen voeren.

## Blazoenering
De blazoenering van het wapen luidt als volgt:
Van zilver, beladen met een boom van synople, waaraan 12 penningen van goud, boven het schild een zwaan van zilver met uitgespreide vlerken en gehalsband van keel.
Het wapen is van zilver met daarop een groene boom. In de boom hangen 12 gouden penningen. Boven het schild is geen kroon, maar een zilveren zwaan met een rode halsband. De vleugels van de zwaan zijn uitgespreid.

## Geschiedenis
Het wapen kan aan de hand van een spreuk of kort gedicht uitgelegd worden. De beginletters van de woorden in de spreuk, BVEDTPVGRIWVSWEBS, staan op de deur van de Buiksloterkerk onder een afbeelding van het wapen van Buiksloot. Het volledige gedicht luidt als volgt:
Boompje Van Essen Douwe
Twaalf Penningen Van Gouwe
Rood Is 't Wapen Van SchellingWoude
En BuijckSloot
De boom is meer precies een essenboom. Dit vers geeft ook aan dat het wapen als een sprekend wapen gezien kan worden. De penningen zijn twaalf schellingen, duidend op de twaalf Waterlandse dorpen, en de boom duidt op een woud.
Mogelijk is de zwaan op het schild de Waterlandse zwaan. Bij Waterlandse zwanen waren de halsbanden echter van koper, terwijl de band om de zwaan van Schellingwoude rood is.
Abbekerk
· Akersloot
· Andijk
· Ankeveen
· Anna Paulowna
· Assendelft
· Avenhorn
· Barsingerhorn
· Beemster
· Beets
· Bennebroek
· Berkenrode
· Berkhout
· Bijlmermeer
· Blokker
· Bovenkarspel
· Broek in Waterland
· Broek op Langedijk
· Buiksloot
· Bussum
· Callantsoog
· De Rijp
· Egmond
· Egmond aan Zee
· Egmond-Binnen
· Graft
·  Graft-De Rijp
· 's-Graveland
· Groet
· Grootebroek
· Grosthuizen
· Haarlemmerliede
· Haarlemmerliede en Spaarnwoude
· Harenkarspel
· Heerhugowaard
· Hensbroek
· Hoogkarspel
· Hoogwoud
· Ilpendam
· Jisp
· Kalslagen
· Katwoude
· Koedijk
· Koog aan de Zaan
· Kortenhoef
· Krommenie
· Kwadijk
· Langedijk
· Leimuiden
· Limmen
· Marken
· Middelie
· Midwoud
· Monnickendam
· Muiden
· Naarden
· Nederhorst den Berg
· Nibbixwoud
· Niedorp
· Nieuwe Niedorp
· Nieuwendam
· Nieuwer-Amstel
· Noord-Scharwoude
· Noorder-Koggenland
· Obdam
· Oosthuizen
· Opperdoes
· Oterleek
· Oude Niedorp
· Oudendijk
· Oudkarspel
· Oudorp
· Petten
· Ransdorp
· Schardam
· Scharwoude
· Schellingwoude
· Schellinkhout
· Schermer
· Schermerhorn
· Schoorl
· Schoten
· Sijbekarspel
· Sint Maarten
· Sint Pancras
· Sloten
· Spaarndam
· Spaarnwoude
· Spanbroek
· Twisk
· Urk
· Ursem
· Veenhuizen
· Venhuizen
· Warder
· Warmenhuizen
· Waverveen
· Weesp
· Weesperkarspel
· Wervershoof
· Wester-Koggenland
· Westwoud
· Westzaan
· Wieringen
· Wieringermeer
· Wieringerwaard
· Wijdenes
. Wijdewormer
. Wijk aan Zee en Duin
· Wimmenum
· Winkel
· Wognum
· Wormer
· Wormerveer
· Zaandam
· Zaandijk
· Zeevang
· Zijpe
· Zuid-Scharwoude
· Zuid- en Noord-Schermer
· Zwaag

Dorpswapens:
Hauwert
· Volendam
· Zwaagdijk-West